# Svenska Bordtennisförbundet
De Svenska Bordtennisförbundet (SBTF) is de koepelorganisatie in Zweden voor de beoefening van het tafeltennis. De SBTF organiseert het tafeltennis in Zweden en vertegenwoordigt het Zweedse tafeltennis op internationale sportevenementen.
De bond is opgericht in 1926 en is lid van de International Table Tennis Federation. Anno 2015 telde de bond 43.985 leden, verspreid over 546 verenigingen. 

## Ledenaantallen
Hieronder de ontwikkeling van het ledenaantal en het aantal verenigingen:
| Jaar | Aantal leden | Aantal verenigingen |
| ---- | ------------ | ------------------- |
| 2016 |              | 516                 |
| 2015 | 43.985       | 546                 |
| 2014 | 40.744       | 550                 |
| 2013 | 36.694       | 588                 |
| 2012 | 60.000       | 707                 |
| 2011 | 37.513       | 713                 |
| 2010 | 61.542       | 728                 |
| 2009 | 66.080       | 742                 |
| 2008 | 68.380       | 751                 |
| 2007 | -            | 753                 |
| 2006 | 49.574       | 770                 |